# U.S. Men's Clay Court Championships 2016
Lo U.S. Men's Clay Court Championships 2016, anche conosciuto come Fayez Sarofim & Co. U.S. Men's Clay Court Championships per motivi di sponsorizzazione, è stato un torneo di tennis giocato sulla terra rossa. È stata la 106ª edizione dello U.S. Men's Clay Court Championships, che faceva parte della categoria ATP Tour 250 nell'ambito dell'ATP World Tour 2016. Si è giocato presso il River Oaks Country Club di Houston, negli USA, dal 4 al 10 aprile 2016.

## Partecipanti

### Teste di serie
| Nazionalità | Giocatore        | Ranking* | Testa di serie |
| ----------- | ---------------- | -------- | -------------- |
| Stati Uniti | John Isner       | 13       | 1              |
| Francia     | Benoît Paire     | 22       | 2              |
| Spagna      | Feliciano López  | 23       | 3              |
| Stati Uniti | Jack Sock        | 24       | 4              |
| Stati Uniti | Sam Querrey      | 34       | 5              |
| Stati Uniti | Steve Johnson    | 36       | 6              |
| Cipro       | Marcos Baghdatis | 40       | 7              |
| Italia      | Paolo Lorenzi    | 54       | 8              |

* Ranking del 21 marzo 2016.

### Altri partecipanti
I seguenti giocatori hanno ricevuto una wild-card per il tabellone principale:
- Tommy Paul
- Tim Smyczek
- Frances Tiafoe

Il seguente giocatore è entrato nel tabellone principale con il Ranking protetto:
- Dmitrij Tursunov

I seguenti giocatori sono entrati nel tabellone principale passando dalle qualificazioni:

- Matthew Barton
- Carlos Berlocq
- Nicolás Kicker
- Miša Zverev

Il seguente giocatore è entrato nel tabellone principale come lucky loser:
- Reilly Opelka

## Campioni

### Singolare maschile
Juan Mónaco ha sconfitto in finale  Jack Sock con il punteggio di 3-6, 6-3, 7-5.
- È il nono titolo in carriera per Mónaco, primo titolo dal 2013.

### Doppio maschile
Bob Bryan /  Mike Bryan hanno sconfitto in finale  Víctor Estrella Burgos /  Santiago González con il punteggio di 4-6, 6-3, [10-8].